# Stephen B. Grimes
Stephen B. Grimes (Weybridge, 18 aprile 1927 – Positano, 12 settembre 1988) è stato uno scenografo statunitense, conosciuto soprattutto per aver vinto nel 1986 il Premio Oscar alla migliore scenografia per il suo lavoro nel film La mia Africa.

## Filmografia parziale
- La notte dell'iguana (The Night of the Iguana), regia di John Huston (1964)
- Sul lago dorato (On Golden Pond), regia di Mark Rydell (1981)
- La mia Africa (Out of Africa), regia di Sydney Pollack (1985)
- The Dead - Gente di Dublino (The Dead), regia di John Huston (1987)